# U.S. Route 31
U.S. Route 31 (också kallad U.S. Highway 31 eller med förkortningen  US 31) är en amerikansk landsväg. Den går ifrån Spanish Fort i söder till Mackinaw City i norr och har en längd på 2 061 km.

## Större städer
- Petoskey, Michigan
- Charlevoix, Michigan
- Traverse City, Michigan
- Manistee, Michigan
- Pere Marquette, Michigan
- Pentwater, Michigan
- Montague, Michigan
- Ludington, Michigan
- Muskegon, Michigan
- Fruitport, Michigan
- Grand Haven, Michigan
- Holland, Michigan
- Saugatuck, Michigan
- South Haven, Michigan
- Benton Harbor, Michigan
- Saint Joseph, Michigan
- Carmel, Indiana
- Indianapolis, Indiana
- South Bend, Indiana
- Kokomo, Indiana
- Columbus, Indiana
- Louisville, Kentucky
- Bardstown, Kentucky
- Glasgow, Kentucky
- Fort Knox, Kentucky
- Elizabethtown, Kentucky
- Bowling Green, Kentucky
- Nashville, Tennessee
- Columbia, Tennessee
- Athens, Alabama
- Decatur, Alabama
- Hartselle, Alabama
- Cullman, Alabama
- Hanceville, Alabama
- Birmingham, Alabama
- Hoover, Alabama
- Prattville, Alabama
- Montgomery, Alabama
- Brewton, Alabama
- Atmore, Alabama